# Rajd na Błękitny Dom

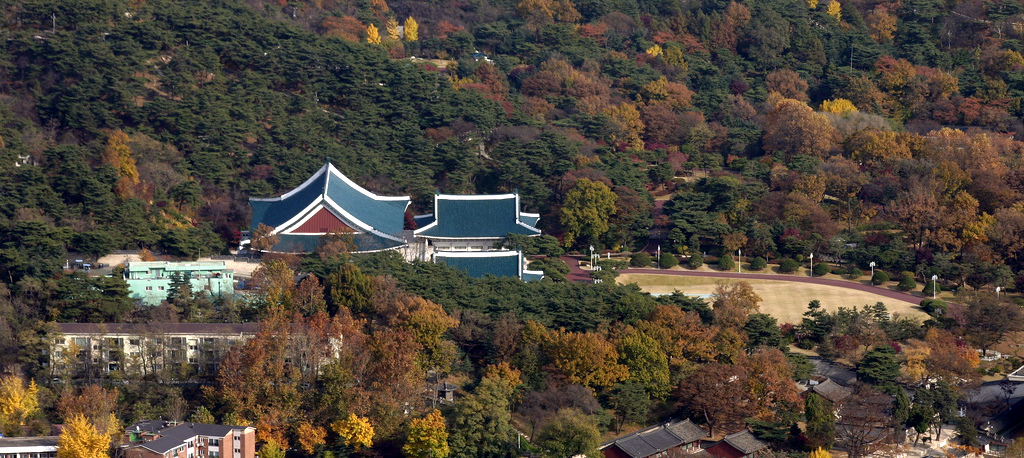
Błękitny Dom

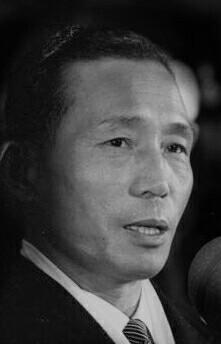
Prezydent Park Chung-hee, cel ataku

Rajd na Błękitny Dom – akcja północnokoreańskich sił specjalnych, mająca na celu atak na Błękitny Dom i zabicie prezydenta Korei Południowej Park Chung-hee.
Do akcji wyznaczony został liczący 31 żołnierzy oddział sił specjalnych, których przebrano w mundury Południa. Oddział przekroczył potajemnie granice i poruszał się w największej tajemnicy w stronę pałacu prezydenckiego, żołnierze zostali jednak rozpoznani przez spotkanych południowokoreańskich chłopów, którzy zawiadomili policję i wojsko. 21 stycznia 1968 roku doszło do starcia oddziału zamachowców z wojskiem Południa i wspomagającymi ich Amerykanami. Przeżyło jedynie dwóch z nich, w tym Kim Shin-jo. Drugi z żołnierzy zdołał zbiec na Północ, gdzie został uznany za bohatera. Po stronie południowokoreańskiej zginęło kilkudziesięciu żołnierzy i trzech Amerykanów.
Zamach miał być sygnałem do rozpoczęcia inwazji komunistycznej Korei na Południe, która zacząć się miała od ataku sił powietrznodesantowych, następnie zaś wojsk lądowych. Planowano opanowanie sieci radiowej i pocztowej oraz baz wojskowych, co w połączeniu ze śmiercią prezydenta, miało sparaliżować ośrodki decyzyjne Południa i umożliwić wybuch powstania zorganizowanego przez sympatyków Północy.